# چراغ سنسوردار
سنسورهای حرکتی که در چراغ‌ها سنسوردار استفاده می‌شود از خانواده سنسورهای PIR یا Passive Infra-Red می‌باشند. این سنسورها بر اساس گرمای موجود در محیط عمل می‌کند. به همین دلیل این سنسور برای روشن و خاموش شدن چراغ در محیط‌های عمومی استفاده می‌شود.
سنسورهای حرکتی استفاده شده در چراغ‌ها علاوه بر سنسور PIR دارای فتوسل نیز هستند. این بدین معناست که این سنسور علاوه بر حساسیت نسبت به حرکت نسبت به نور نیز حساس می‌باشد؛ یعنی با انجام تنظیمات می‌توانید روشن شدن چراغ در نور کافی را کنسل کنید؛ و فقط در هنگام تاریکی چراغ روشن می‌گردد و هنگامی که شدت نور در محیط کافی باشد سنسور عمل ننموده و چراغ روشن نمی‌شود.
تنظیم این سنسورها در کارخانه انجام می‌شود اما در صورت نیاز می‌توانید از دو ولومی که برای همین امر بر روی سنسور تعبیه شده استفاده نمایید. سنسوری که کلمه TIME کنار آن هک شده برای میزان زمان روشن بود چراغ است از ۳۰ تا ۱۲۰ ثانیه قابل تنظیم است.
ولوم دیگری برای تنظیم عمل کردن سنسور در شدن نورهای مختلف است بدین صورت که با کم کردن میزان روشنایی چراغ در روز عمل نمی‌نماید و در با زیاد کردن شدت نور چراغ فقط زمانی روشن می‌شود که تاریکی مطلق باشد. و اما سنسورهای تولید صنایع روشنایی کی ام سی سنسورهای موجود در بازار دارای رله می‌باشند یعنی کل مجموعه دستور به یک رله داده ورله مسئول روشن کردن چراغ می‌باشند درحالیکه سنسور کی ام سی بدین شکل نیست و با حذف رله طول عمری بیشتری به سنسور چراغ داده است.

## مزایای منحصر بفرد سنسور کی ام سی
با استفاده از جدیدترین المان‌های الکترونیکی و برنامه‌نویسی منحصربفرد، کشور را از واردات این محصول بی‌نیاز کردند ضمناً سنسور طراحی شده دارای هیچ مشابهی در دنیا نیست.
شاخص‌های سنسور حرکتی کی ام سی که فقط در سنسورهای تولیدی توسط این واحد تولیدی دیده می‌شود.
1. استفاده از آی سی میکرو قابل برنامه‌نویسی
2. حذف رله (به دلیل کارکرد مکانیکی، رله بالاترین درصد معیوبی را داراست)
3. دارای ولوم برای تنظیم زمان روشن ماندن توسط کاربر
4. دارای ولوم تنظیم برای روشن شدن، وابسته به میزان روشنایی محیط

۵- حساسیت تا شعاع ۹ متری بدون نقطه کور
1. عمل کردن بدون صدا
2. طول عمر بسیار بالا
3. صرفه جویی در مصرف انرژی

چراغ سنسور دار از پیشگامان و موثرترین المان‌های روشنایی در جهت صرف جویی در مصرف انرژی می‌باشد که با محدود کننده‌های که در سنسورها وجود دارد از دو جهت در مصرف برق صرفه می‌کند
طریقه اول: وجود فتوسل درون سنسور چراغ باعث می‌شود که چراغ در طول روز روشن نشود در حالیکه در مکان‌های عمومی امکان روشن کردن و روشن ماندن چراغ توسط پرسنل شرکت یا اهالی ساختمان بسیار زیاد است که بیشتر اتلاف انرژی همین روشن ماندن چراغ‌های مکان‌های عمومی توسط کاربران و ساکنین ساختمان‌های اداری و سازمانی یا مسکونی که وجود فتوسل از روشن شدن چراغ در نور کافی جلوگیری میکن.
طریقه دوم: وجود سنسور PIR در چراغ سنسور دار می‌باشد که این سنسور در چراغ باعث روشن نشدن بی موقع چراغ می‌باشد بدین صورت که بمحض ورود شخص در محوطه تحت سیطره سنسور چراغ چراغ روشن می‌شود و بمحض خروج فرد چراغ خاموش خواهد شد؛ که البته زمان روشن ماندن چراغ قابل تنظیم می‌باشد که می‌توان از ولوم‌های روی سنسور زمان روشن ماندن چراغ رو تنظیمی کرد که این سنسورها قابلیت تنظیم از ۳۰ ثانیه تا ۱۲۰ ثانیه می‌باشد.
طریقه سوم: سومین راهی که چراغ‌های سنسوردار باعث صرف جویی می‌شوند روشن شدن اتوماتیک چراغ سنسور دار می‌شوند عدم استفاده از کلید برای روشن کردن و خاموش چراغ می‌باشد بدین صورت که دیگر نیازی به سیم کشی و لوله برق کشی نیست و در هزینه برقکار نیز صرفه جویی می‌شود پس استفاده از چراغ سنسوردار باعث صرف جویی در خرید کلید خرید سیم اضافه برای ورود به کلید و سپس برگشت به چراغ می‌باشد و هزینه برق‌کار هم از بین می‌رود.

## نکات حائز اهمیت در استفاده از چراغ سنسور دار
انتخاب لامپ برای چراغ‌های سنسور دار سقفی یا دیواری باید دقت لازم را داشته باشین که مجموع وات لامپ‌های استفاده شده در چراغ از توان خروجی سنسور بیشتر نباشد. پیشنهاد صنایع روشنایی کی ام سی برای این چراغ‌ها لامپ‌های حبابی زیر ۱۸ وات می‌باشد با این کار عمر سنسور را به مقدار زیادی افزایش می‌دهد.
عدم استفاده از لامپ‌های رشته در این چراغ بسیار مهم است و دلیل آن این است که لامپ‌های رشته‌ای گرمای زیادی تولید میکننی که این گرما به چراغ سنسور دار صدمه فراوانی می‌زند اگر بدنه چراغ پلاستیکی باشد که بسیار خطرناک هم می‌تواند باشد چراکه در صورت تولید گرما توسط لامپ‌های رشته‌ای قاب پلاستیکی مشتعل شده و باعث آتش‌سوزی و وارد شدن خسارت‌های جبران ناپذیری خواهد شد.
و حتی اگر بدنه چراغ از شیشه و فلز باشد هم باز نباید از لامپ رشته‌ای تنگستن استفاده کنید زیرا باعث آب شدن بدنه پلاستیک سنسور وسط چراغ شده است و باعث شعله‌ور شدن پلاستیک سنسور می‌شود واین مسئله نیز امکان وجود حادثه آتش‌سوزی و ایراد خسارات جبران ناپذیر خواهد شد.
هنگام خرید چراغ سنسور دار به این نکته دقت کنید که از سنسور بدون رله استفاده شده باشد زیرا نوع رله دار داری طول عمر کمتری است.

## انواع چراغ‌های سنسور دار

### چراغ سنسور دار LED
چراغ‌های سنسوردار ال ای دی آخرین نسل چراغ سنسوردار است که برخلاف نسل‌های قبلی نیازی به لامپ به صورت مجزا ندارند. با توجه به مدت روشن ماندن کم چیپ‌های ال ای دی و عدم قرارگیری زیر بار، این چراغ‌ها دارای طول عمر بالایی هستند. مزیت دیگر این چراغ‌ها نگهداری راحت تر آن است، یکی بخاطر عدم نیاز به تعویض لامپ و دیگر بخاطر عدم امکان باز شدن چراغ و در نتیجه عدم ورود گرد و خاک و حشرات درون حباب این محصول.

### چراغ سقفی سنسور دار طلقی
این چراغ برای نصب روی سقفی طراحی شده است و امکان استفاده از آن بر روی دیوار نیست این نوع چراغ از سنسورهای تعریف شده در این مقاله استفاده می‌شود یعنی تمام مزایای ذکر شده را دارد یعنی در مصرف برق صرفه جویی می‌کند نیاز به کلید و سیم کشی برای کلید ندارد.
کفی ان از جنس پلاستیک ای بی اس بوده است و نسبت به گرما تا ۷۰ درجه سانتیگراد مقاوم می‌باشد رویه ان از دو جنس پلی کربنات یا کریستال می‌باشد که بسته به نوع کاربرد آن متفاوت می‌باشد و البته شایان ذکر است که نوع پلی کربنات آن قیمت بالاتری نسبت به نوع کریستال آن دارد اما به دلیل مقرون به صرفه بودن نوع کریستال آن بسیار پر مصرف تر می‌باشد و مورد استقبال مشتریان قرار گرفته است و فروش بالاتری دارد و پلی کربنات برای مکان‌های خاص که امکان ضربه فیزیکی دارد استفاده می‌شود.
مورد آخر در مورد چراغ سنسور دار سقفی طلقی سبک بودن آن می‌باشد که به دلیل ساخت سقفی‌های ساختمان‌های جدید با یونولیت و امکان نصب چراغ سنگین روی سقف نیست به مراتب بسیار مرود استفاده تر است زیرا که به دلیل وزن کم براحتی می‌توان آن را روی سقف نصب کرد.

### چراغ سنسور دار سقفی فلز شیشه
این چراغ دارای سنسور با مشخصات در مقاله آمده است؛ و قابل استفاده برای سقفی می‌باشد کف این چراغ از فلز آهن با پوشش رنگ الکترو استاتیک ضد غبار و چربی زنگ پوشیده شده است و این کفی دارای عمر بسیار بالا و استحکام بالاست است. رویه آن از شیشه طرح با طرح‌های مختلف ساخته شده است.
این چراغ از لحاظ قیمتی بالاتر از چراغ سقفی سنسوردار پلاستیکی است اما دارای طول عمر بیشتر نسبت به آنها است.

### چراغ سنسور دار دیواری
چراغ سنسوردار دیواری دارای سنسور نسل جدید چراغ‌های سنسور دار می‌باشد دارای کفی فلزی پوشیده با رنگ الکترواستاتیک ضد غبار و ضد چربی است و جنس رویه آن شیشه ۶ میل و دارای طرح‌ها مختلف می‌باشد که خود چراغ در هنگام خاموش نیز زیبایی خاصی به محل نصب شده می‌دهد.